# Haliclona glaberrima
Haliclona glaberrima är en svampdjursart som först beskrevs av Topsent 1897.  Haliclona glaberrima ingår i släktet Haliclona och familjen Chalinidae. Inga underarter finns listade i Catalogue of Life.